# ドラゴンベアード
ドラゴンベアード（DRAGON BEARD）は日本のファッションブランド。
株式会社ACIが2000年、「日本から世界へ」をコンセプトにスニーカーブランドとして設立。
株式会社チャンスが2012年から運営したが、2020年コロナの影響により民事再生経由破産。その後の2022年
株式会社フットスタイルがブランドの第2幕を開き始めた。

## CONCEPT
日本発信のスニーカーブランドの確立。
日本では様々なシューズが溢れるようになり、その中でも「スニーカー」というジャンルは急激に拡大し、1つのカテゴリーとして確立しました。
しかし、その多くが欧米ブランドで占められ、日本発のブランドといえば出ては消えを繰り返すだけで、結局はスニーカー＝欧米ブランドという図式になりつつあります。